# ANC-galan
ANC-galan eller Svensk rock mot apartheid var en manifestation mot den sydafrikanska apartheidregimen som hölls 29-30 november 1985 på Scandinavium i Göteborg. Resultatet av evenemanget och en insamling i anslutning till detsamma blev över tolv miljoner kronor, vilka skänktes till ANC. 

## Historik
Drivande bakom arrangemanget var främst Mikael Wiehe, Tomas Ledin och Tommy Rander och på de två utsålda galorna uppträdde hela den svenska dåvarande rockeliten gratis. Även Sveriges statsminister Olof Palme (s) medverkade med ett tal som sändes i Sveriges Radio. Den 12 december 1985 samsamsändes en inspelning från den första galan i Sveriges Radio och Sveriges Television och man utgav också en dubbel-LP med musik från galorna. 1994 utkom musiken på CD. År 2005 utgavs TV-inspelningen på DVD (även denna såld till förmån för ANC).
Kännetecknande för ANC-galan var att den polarisering inom det svenska musiklivet under 1970-talet och tidiga 1980-talet, vilket kulminerat i samband med Alternativfestivalen 1975, hade försvunnit och att de musiker som tidigare tillhört proggrörelsen och den mer "kommersiella" musikbranschens artister således nu kunde samarbeta och uppträda tillsammans för en gemensam sak. ANC-galan var därför en viktig milstolpe i den svenska rockhistorien. Särskilt Dan Hylander hade en viktig roll som "brobyggare", då han sedan tidigare hade kontakter i de båda lägren.

## Medverkande
- Björn Afzelius
- Robert Broberg
- Py Bäckman
- Rolf Börjlind
- Eva Dahlgren
- Marie Fredriksson
- Per Gessle
- Anders Glenmark
- Hansson de Wolfe United
- Dan Hylander
- Imperiet
- Tommy Körberg
- Tomas Ledin
- Lasse Lindbom
- Kee Marcello
- Tove Naess
- Peps Persson
- Mikael Rickfors
- Mats Ronander
- Anne-Lie Rydé
- Sanne Salomonsen
- Henrik Strube
- Tottas bluesband
- Monica Törnell
- Mikael Wiehe
- Jerry Williams
- Sven Wollter